# Spectrovenator

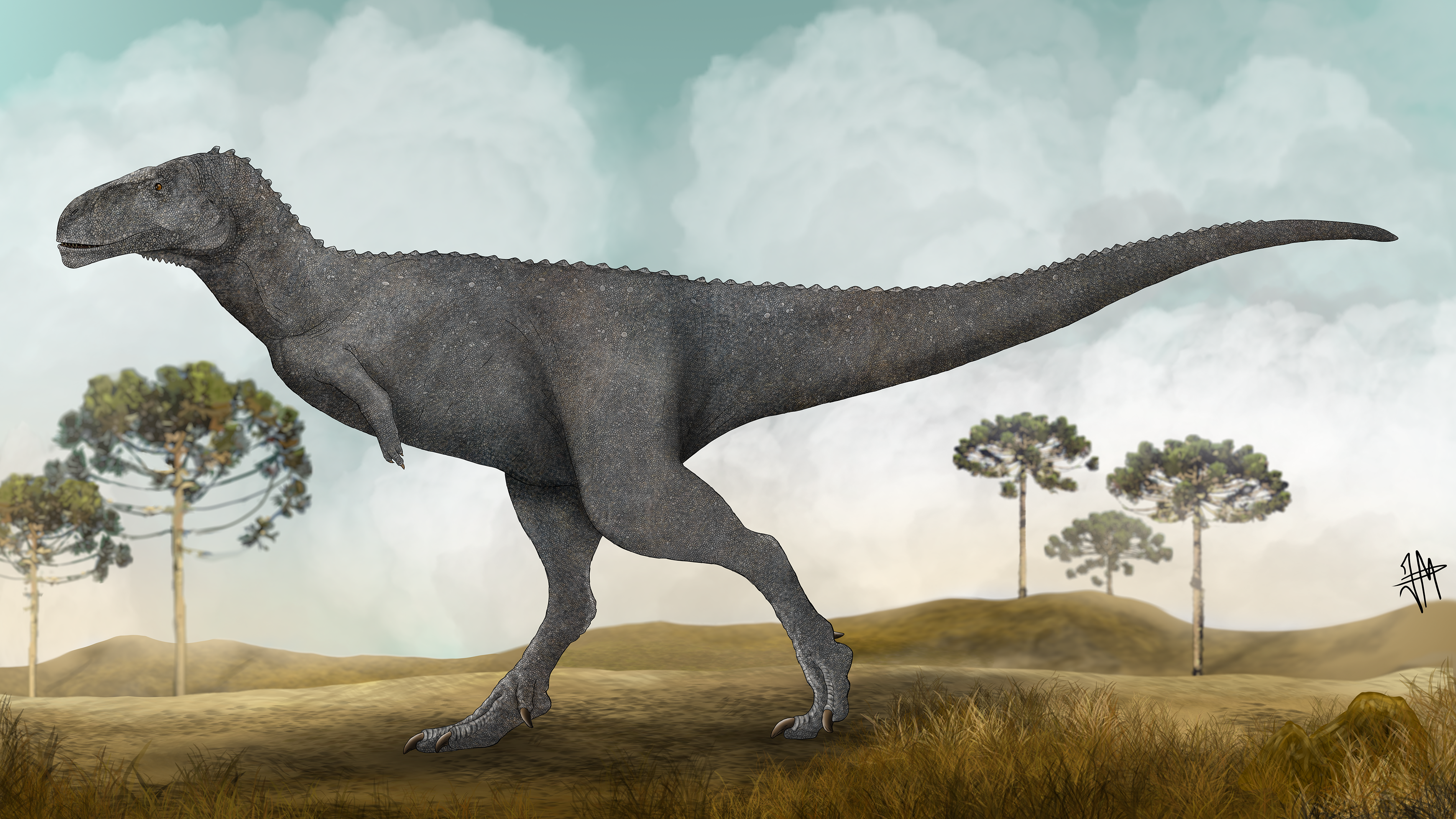
Spectrovenator ragei

Spectrovenator is een vleesetend geslacht van theropode dinosauriërs, behorende tot de Neoceratosauria, dat tijdens het vroege Krijt leefde in het gebied van het huidige Brazilië. De enige benoemde soort is Spectrovenator ragei.

## Vondst en naamgeving
In 2008 werd op de vindplaats van de Embira Branca het fossiel van Tapuiasaurus opgegraven, een sauropode titanosauriër. Bij de provisorische preparatie daarvan in het veld bleek zich onverwacht een skelet van een nog onbekende theropode onder de sauropode botten te bevinden.
In 2020 werd de typesoort Spectrovenator ragei benoemd en beschreven door Hussam Zaher, Diego Pol, Bruno Navarro, Rafael Delcourt en Alberto Carvalho. De geslachtsnaam is afgeleid van het Latijn spectrum, "geest", en venator, "jager", een verwijzing naar de onverwachte verbogen aanwezigheid onder het typespecimen van Tapuiasaurus en de carnivore levenswijze. De soortaanduiding eert Jean-Claude Rage, een expert op het gebied van de paleobiogeografie van de Mesozoïsche gewervelden.
Het holotype, MZSP-PV 833, is gevonden in een laag van de Quiricóformatie die dateert uit het Barremien-Aptien. Het bestaat uit een gedeeltelijk skelet met schedel en onderkaken. Het omvat de voorste halswervels, ruggenwervels, ribben, een reeks staartwervels, het complete bekken en de achterpoten. Het lag gedeeltelijk in verband. Het maakt deel uit van de collectie van het Museu de Zoologia da Universidade de São Paulo.

## Beschrijving

### Grootte en onderscheidende kenmerken

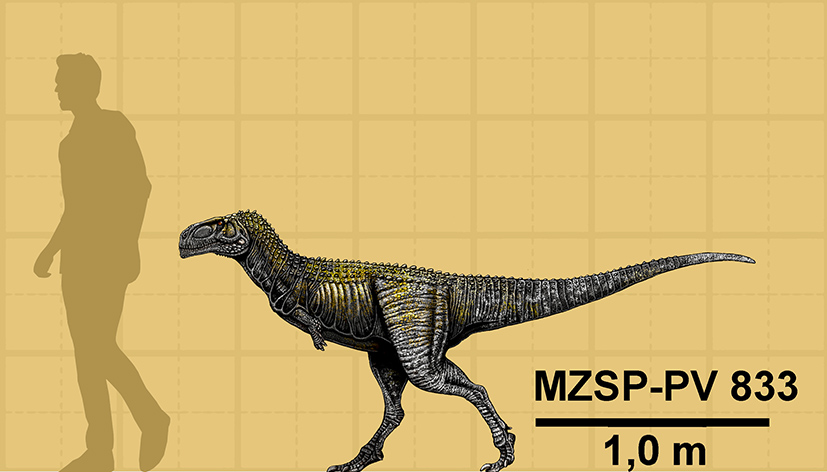
Het holotype in grootte vergeleken met een mens

Het holotype van Spectrovenator is een vrij klein individu, ongeveer tweeënhalve meter lang.
De beschrijvers wisten enkele onderscheidende kenmerken vast te stellen. Het betreft autapomorfieën, unieke afgeleide eigenschappen. De achterste tak van het bovenkaaksbeen is geornamenteerd met verticale groeven met uitzondering van een gladde zone direct voor de beennaad met het jukbeen. De buitenzijde van het traanbeen is verruwd met uitzondering van een gladde zone onderaan. De achterste tak van het jukbeen is naar onderen gekromd. De dwarskam op de achterkant van het schedeldak heeft een dunne en gladde bovenrand. De dentaria van de onderkaken hebben een rechte onderrand onder een diepe trog op de buitenzijde. De bovenrand van het surangulare is licht bol. De tak van de onderkaak heeft een lengterichel langs de achterste onderzijde lopen.

### Skelet
De halve meter lange schedel van het holotype is langgerekt, waarbij de snuit meer dan de helft van de lengte uitmaakt. Het achterdeel van de schedel is iets onder de oogkas geroteerd, waarbij het onderste slaapvenster in een bocht steekt veroorzaakt door de neerwaartse buiging van het jukbeen. Door vervorming is dit effect sterker aan de linkerzijde van het fossiel.
Het gebit omvat per zijde vier tanden in de praemaxilla, achttien in het bovenkaaksbeen en zestien in het dentarium van de onderkaak. De maxillaire tanden zijn langer dan de dentaire maar bereiken niet meer dan 70% van de hoogte van het dentarium, bij de zesde tot en met achtste tand. Bij de premaxillaire tanden zijn de kartelingen op de voorrand en achterrand even groot. Bij de maxillaire tanden zijn de denticula van de voorrand echter kleiner. De kleinere achterste tanden in de tandrijen zijn duidelijk sterker gekromd.
Spectrovenator toont een basale bouw van de slaap met een brede middenbalk tussen de bovenste slaapvensters en een slanke achterste tak van het postorbitale. Hij mist dus de extreme versterkingen voor de aanhechting van de sluitspieren die andere abelisauriden wel bezitten. Overeenkomstig is de onderkaak langer en lager dan bij verwanten, zonder kromming naar boven. De onderkaak mist ook een extra beweeglijk zijgewricht. Er zijn dus geen specialisaties voor het met geopende muil rammen van prooidieren, zoals bij latere abelisauriden wel aanwezig zijn geacht.
Het postcraniaal skelet werd in 2020 slechts summier beschreven. De middenvoet is opvallend slank en lichtgebouwd.

## Fylogenie
Spectrovenator werd in 2020 in de Abelisauridae geplaatst, in een relatief basale positie boven Eoabelisaurus maar onder Rugops in de stamboom. Het is dan de eerste abelisauride uit het Onder-Krijt waarvan een volledige schedel bekend is.